# Gonomyia dyas
Gonomyia dyas är en tvåvingeart som beskrevs av Alexander 1957. Gonomyia dyas ingår i släktet Gonomyia och familjen småharkrankar.
Artens utbredningsområde är Pakistan. Inga underarter finns listade i Catalogue of Life.